# Mala Fama, Buena Vidha
Mala Fama, Buena Vidha è il secondo album del rapper messicano Dharius, pubblicato il 22 giugno 2018 dalla Sony Music.

## Tracce
1. Mala Fama, Buena Vidha – 4:30
2. Te Gustan Los Malos – 4:06
3. Mala Vibra – 3:46
4. Hey Morra – 3:53
5. Es El Pinche Dharius – 3:01
6. La Durango – 4:10
7. Me Voy A Poner Bien Loco – 4:23
8. Alla por Cd. Juarez – 3:46
9. Ando Bien Amanecido – 2:57
10. Un Camion Lleno de Puras de Esas – 3:22
11. De Party Sin Ti – 3:14
12. Perro Loco – 3:31